# هال كيتشام
هال كيتشام (بالإنجليزية: Hal Ketchum)‏ هو مغن مؤلف وموسيقي ومغني أمريكي، ولد في 9 أبريل 1953.

## وصلات خارجية
- هال كيتشام على موقع IMDb (الإنجليزية)
- هال كيتشام على موقع ميوزك برينز (الإنجليزية)
- هال كيتشام على موقع ديسكوغز (الإنجليزية)
- هال كيتشام على موقع قاعدة بيانات الفيلم (الإنجليزية)